# Diskret matematik
 Denne artikel bør gennemlæses af en person med fagkendskab for at sikre den faglige korrekthed.

Diskret matematik er studiet af strukturer, der er fundamentalt adskilte i den forstand at de ikke kræver et begreb om kontinuitet. Objekter der bliver studeret er eksempelvis tællelige mængder såsom heltal.
Diskret matematik er blevet populær i de seneste årtier da det er et grundlæggende element i datalogi. Koncepter og notationer fra diskret matematik er meget anvendelige i datalogi. De studeres og benyttes i høj grad i algoritmer og programmeringssprog.
I modsætning til diskret matematik kan nævnes infinitesimalregning, topologi og matematisk analyse.
Diskret matematik inkluderer ofte:
- Matematisk logik – studiet af ræsonnement
- Mængdelære – studiet af at samle elementer
- Talteori
- Kombinatorik – studiet af at tælle
- Grafteori
- Algoritmik – studiet af metoder til udregning
- Informationsteori
- Teori om beregnelighed og kompleksitet – studiet af algoritmers teoretiske begrænsninger
- Elementær sandsynlighedslære og Markov-kæder
- Lineær algebra – studiet af lineære ligninger
- Abstrakt algebra - studiet af abstrakte matematiske strukterer som f.eks. grupper og ringe.
- Relationer

Nogle af de områder hvor det bliver brugt inkluderer: Spilteori — Køteori — Grafteori — Kombinatorisk geometri og kombinatorisk topologi — Lineær programmering — Kryptografi (bl.a. kryptologi og kryptoanalyse) — Beregnelighed — Analyse af atonal musik.
| Matematik | Spire Denne artikel om matematik er en spire som bør udbygges. Du er velkommen til at hjælpe Wikipedia ved at udvide den. |